# Crawford megye (Wisconsin)
Crawford megye az Amerikai Egyesült Államokban, azon belül Wisconsin államban található. Megyeszékhelye és legnagyobb városa Prairie du Chien. Lakosainak száma 16 113 fő (2020. április 1.). Crawford megye Vernon, Richland, Grant, Clayton és Allamakee megyékkel határos.

## Népesség
A megye népességének változása:
| Lakosok száma | 16 616 | 16 663 | 16 523 | 16 397 | 16 391 | 16 113 |
|               | 2010   | 2011   | 2012   | 2013   | 2015   | 2020   |